# Szurpek odrębny

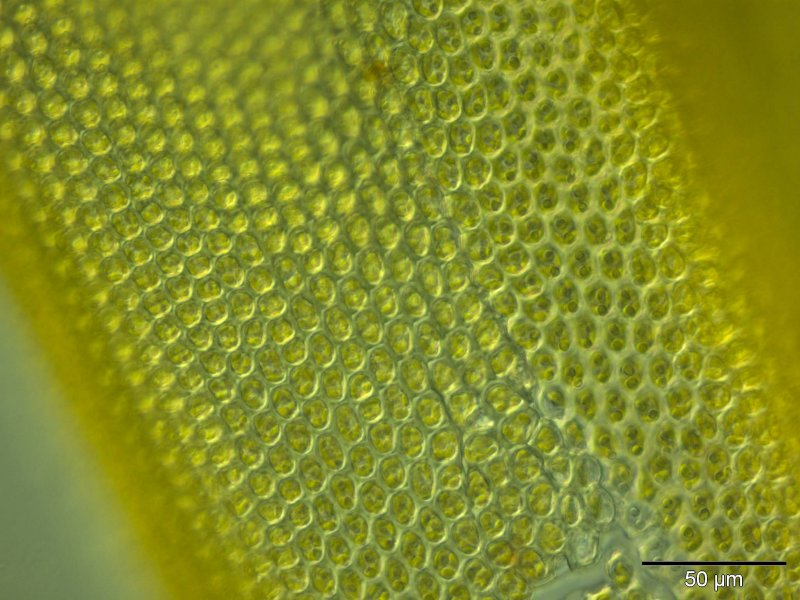
Komórki blaszki liściowej

Szurpek odrębny (Orthotrichum anomalum Hedw.) – gatunek mchu należący do rzędu szurpkowców.

## Rozmieszczenie geograficzne
Gatunek pospolicie występuje w Europie oraz na Kaukazie. Ponadto występuje w zachodniej i środkowej Azji, na Syberii, w Algierii oraz w Ameryce Północnej. W Polsce w górach i na pogórzu do wysokości 1340 m (Tatry) oraz na głazach narzutowych w innych częściach kraju (m.in. Pomorze, okolice Warszawy, Krakowa itd.).

## Morfologia
PokrójMech plagiotropowy o zbitych darniach barwy żółtozielonej. W stanie mocno zeschniętym darnie czernieją.
Budowa gametofituŁodygi mają wysokość 1–2 cm i są widlasto rozgałęzione. Liście o długości 2,5 mm są lancetowate i krótko zaostrzone na szczycie. Liście są całe, na brzegu jedynie miejscami podwinięte. Wszystkie komórki blaszki liściowej mają grube ściany. Żebro o grubości 1/5 nasady liścia kończy się przed szczytem. W przekroju poprzecznym żebra komórki grzbietowe są większe od komórek środkowych i brzusznych.
Budowa sporofituPuszka jajowato-cylindryczna, o długości 2–3 mm, osadzona jest na secie o długości 2–3 mm, dzięki czemu jest wzniesiona ponad liście. Perystom jest pojedynczy. Czepek jest nieznacznie owłosiony.

## Ekologia
Gatunek rośnie na nasłonecznionych skałach wapiennych oraz na głazach narzutowych.